# Игра судбине
Игра судбине је српска сапуница коју приказује Прва од 20. јануара 2020. године. Првобитно је била темељена на колумбијској теленовели Нови богати, нови сиромашни, да би се касније развила у оригиналну причу. Радња серије се врти око богате породице Каначки и радничке породице Ожеговић, а почиње у тренутку када Ада Каначки сазнаје да је њен син на рођењу замењен сином Ожеговића.
Са преко 1.400 епизода, Игра судбине је најдужа српска серија икад снимљена као и најдужа серија икад снимљена на простору бивше Југославије. Упркос високој гледаности, Игра судбине је од почетка на мети критика, због радње, глуме и продукције.

## Радња
Лидија, медицинска сестра на самрти, призна Ади Каначки, дами из високог друштва, да је пре тридесет година на порођају случајно заменила њеног сина.
Ада натера Луку, свог биолошког сина, и Алексу, којег је годинама одгајала, да замене своја места. Алекса, који је одрастао у изобиљу и богатству, први пут искуси како је бити без новца, а Лука, који је одрастао у сиромаштву, одједном постане богат, о чему је одувек сањао.
Обојица се тад сусретну с новим животним изазовима. За Луку је то вођење мултинационалне компаније, а Алекса се мора прилагодити животу без луксуза на који је навикао.
Лука постане познат и привлачан женама, што доведе до прекида његове дугогодишње везе с Милом. С друге стране, Алекса се сусреће са издајама у свом најближем окружењу.

## Гледаност и пријем
Већ почетком емитовања серија је имала високу гледаност, која је временом све виша расла. Серија је више пута била дупло гледанија од свих осталих програма националних телевизија у том термину заједно, с рекордном гледаношћу од 46% удела. Првобитно је било планирано да има 110 епизода, али због високе гледаности више пута је продужавана, те се прва сезона завршила са 311 епизода и серија је обновљена за другу сезону, која је требало да буде последња. Међутим, свега неколико дана након снимања последње епизоде, на захтев публике, серија је обновљена за трећу сезону, а потом и четврту, пету и шесту. Након шесте сезоне, није било уобичајене летње паузе, већ је приказивана специјална сезона Летње интриге, након које је, од јесени, кренула седма регуларна сезона под насловом Тајне прошлости, а потом и осма, Љубав и казна. Током прве три сезоне серија је емитована само радним данима, међутим од четврте сезоне се приказује сваки дан. Са преко 1.400 епизода, Игра судбине је најдужа српска серија икад снимљена, као и најдужа серија икад снимљена на простору бивше Југославије. Осим у Србији, приказивана је и у Црној Гори, Босни и Херцеговини и Северној Македонији.
Упркос високој гледаности, Игра судбине је од почетка на мети критичара, највише због радње, глуме и продукције, те је често исмевана на друштвеним мрежама. Премијера треће сезоне наишла је на негативан пријем и код обожавалаца серије, нарочито због начина на који су одређени ликови исписани из серије и мрачнијег тона. Премијеру пете сезоне обележило је неколико недоследности у радњи, што је приписано изненадној промени сценариста. Недоследности су се наставиле и у неким каснијим епизодама.

## Улоге

### Главне
- Сандра Бугарски као Марица Панчетовић „Панчета”
- Лука Рацо као Алекса Ожеговић
- Владан Савић као Иван Ожеговић (сезоне 1−6, 8−)
- Слободан Ћустић као Вукашин Сувобрк (сезоне 1−6, 8−)
- Ива Штрљић као Дијана Ерски (главни: сезоне 1−2, 5−6, 9; епизодни: сезона 8)
- Бојана Грабовац као Маријана Јовановић (главни: сезоне 2− ; епизодни: сезона 1)
- Кристина Савић као Олга Ожеговић (сезоне 2−6, 8− )
- Марко Радојевић као Миле Писаров „Миле Купус” (главни: сезоне 3− ; епизодни: сезона 2)
- Сташа Радуловић као Гала Ждрал (сезоне 3− )
- Нина Мрђа као Ленка Велицки (сезоне 3− )
- Барбара Петровић као Барбара Буха (сезоне 3−6, 8− )
- Миа Митић као Дуња Златић (главни: сезоне 4− ; епизодни: сезона 3)
- Страхиња Митић као Коста Златић „Коле” (главни: сезоне 4− ; епизодни: сезона 3)
- Бане Поповић као Андрија Бошњак (сезоне 6−7, 9)
- Бојана Ординачев као Јована Бошњак (сезоне 6−7, 9)
- Лора Орловић као Слободанка Марић „Боба” (сезоне 6− )
- Дејан Цицмиловић као Милорад Тамбура „Мики” (сезоне 6− )
- Јована Јелић као Вања Милатовић (сезоне 6− )
- Иван Иванов као Небојша Тамбура (сезоне 6− )
- Бранко Бабовић као Мидо Пјановић (сезоне 7− )
- Тања Живковић као Каја (главни: сезоне 7− ; епизодни: сезоне 3−6)[б]
- Тамара Белошевић као Габријела Вучковић (сезонe 8− )
- Елизабета Ђоревска као Биљана Вучковић (сезонe 8− )
- Фуад Табучић као Жиле (сезонe 8− )
- Ивана Панзаловић као Сара Бергер (сезоне 3−4, 9)
- Никола Ранђеловић као Витомир (главни: сезона 9; епизодни: сезоне 7−8)
- Мина Милићевић као Наталија (главни: сезона 9; епизодни: сезона 8)
- Павле Поповић као Горан Црнојевић (главни: сезона 9; епизодни: сезона 8)

### Серију су напустили
- Милица Милша као Адриана „Ада” Каначки[в] (сезоне 1−4)
- Стеван Пиале као Лука Каначки (сезоне 1−8)
- Оља Левић као Мила Ожеговић (сезоне 1−6)
- Милица Томашевић као Нада Галић (сезоне 1−3, 5−6)
- Вук Салетовић као Бојан Галић „Дебељко” (сезоне 1−8)
- Даница Ристовски (сезоне 1−4) / Злата Нуманагић (сезоне 5−6) као Љиљана Караматијевић „Лила”[г]
- Снежана Савић као Донка де Саели (сезоне 1−6)
- Дарко Томовић као Тихомир Бунчић „Тића” (сезоне 1−6)
- Павле Јеринић као Матија Грбић (сезоне 1−5)
- Матеа Милосављевић као Софија Шубаревић (сезоне 1−6, 8)
- Кристина Јовановић као Јелена Радман (сезоне 1−6)
- Аммар Мешић као Страхиња Бунчић (сезоне 1−6)
- Јелена Ђукић као Вишња Дулановић (сезоне 1−2)
- Драгана Мићаловић као Уна Христић (сезоне 1−2, 5−8)
- Даниела Кузмановић као Катарина Илић (сезоне 1−5)
- Славиша Чуровић као Патрић Орландић „Орландо” (сезона 1)
- Божидар Зубер као Бајо Орландић (сезона 1)
- Милош Влалукин као Звонимир Лагаторе (сезоне 1−2)
- Миљан Давидовић као Јанко Марковић (сезоне 1−2)
- Милан Босиљчић као Градимир Комарчевић „Комарац” (сезоне 1−2) / Маринко Комарчевић „Свитац” (сезоне 1−6, 8)
- Ненад Ненадовић као Томас Брунер (сезоне 1−2)
- Мина Лазаревић као Стана Џелетовић (главни: сезона 2; епизодни: сезона 1)
- Југослава Драшковић као Божидарка Шубаревић „Брзутка” (главни: сезоне 2−5; епизодни: сезона 1)
- Иван Томић као Слободан Џелетовић „Цоле” (главни: сезоне 2−6; епизодни: сезона 1)
- Данина Јефтић као Клаудија Чарапина (главни: сезоне 2−5; епизодни: сезона 1)
- Лидија Вукићевић као Милева Танкосић „Милевица” (главни: сезоне 2−3, 6; епизодни: сезона 1)
- Димитрије Илић као Милорад Обреновић (главни: сезона 2; епизодни: сезона 1)
- Саша Јоксимовић као Максим Шубаревић (главни: сезоне 2−6; епизодни: сезона 1)
- Тијана Максимовић као Жаклина Танкосић (главни: сезоне 2−6, 8; епизодни: сезона 1)
- Ивана Дудић као Нора Залад (сезона 2)
- Стојан Ђорђевић као Вид Залад (сезоне 2−4)
- Милорад Дамјановић као Филип Додић „Дода” (главни: сезона 2; епизодни: сезона 1)
- Арсеније Тубић као Ритер Брунер (сезоне 2−5)
- Ненад Гвозденовић као Часлав Христић (главни: сезоне 2−4; епизодни: сезоне 1, 5−6)
- Борис Пинговић као Никша Корлат (сезоне 2−5)
- Марко Јовичић као Јамездин (главни: сезоне 2−5; епизодни: сезона 1)
- Елвира Аљукић као Рабија Џонлагић „Жишка”[д] (сезоне 2−4)
- Биљана Малетић Заверла као Јасна (сезоне 2−5)
- Андриана Гавриловић Ђорђевић као Ана Ђорђевић (главни: сезоне 3−4; епизодни: сезона 2)
- Предраг Коларевић као директор полиције (главни: сезоне 3−6; епизодни: сезоне 1−2)
- Тања Павловић као Теа Тадин (сезоне 3−5)
- Тијана Упчева као Уна Медић „Зврк” (сезоне 3−5, 7−8)
- Јелена Јовичић као Силвана Чварковић (сезоне 3−4)
- Мирољуб Турајлија као Добрица Пилетић (сезоне 3−8)
- Матеја Поповић као Олег Латас (сезоне 3−5)
- Раде Ћосић као Петко Љуштурић „Љуштура” (сезона 3) / Тривановић „Триван” (сезоне 6−7)
- Снежана Јеремић Нешковић као Василиса Смоленски (сезоне 3−5)
- Слободан Стефановић као Денис Џуверовић „Џода” (сезоне 3−4)
- Радиша Рок као Ковиљко Дабарчић „Кода” (сезоне 3−4)
- Дени Мешић као Завиша Агбаба (сезоне 3−4)
- Милан Пајић као Паун Ћупина „Паја Сорбона” (сезоне 3, 6)
- Александра Костић као Инес Накић (сезоне 3−6)
- Андријана Ђорђевић као Чарна (сезоне 3−5)
- Александра Белошевић као Ирма Латас (сезоне 3−8)
- Теодора Томашев као Хана (сезоне 3−5)
- Небојша Савић као др Ђорђе Урошевић (сезоне 3−5)
- Мира Бањац као Гвозденија Караматијевић „Мадам Дени” (сезоне 3−4)
- Нина Рукавина као лажна Уна Христић (сезоне 4−5)
- Тијана Милнванов као Десанка Пиштало „Деса” (главни: сезона 4; епизодни: сезона 3)
- Миљан Прљета као Лазар Пиштало „Лаза” (главни: сезона 4; епизодни: сезона 3)
- Софија Рајовић као Сенка Кокољ (сезоне 5−8)
- Катарина Вићентијевић као Ана Марчета (сезона 5)
- Вахидин Прелић као др Данило Поповић (сезоне 5−6)
- Немања Станојковић као Немања (главни: сезона 5; епизодни: сезоне 3−4)
- Мирослав Јовић као Милан Станимировић (сезона 5)
- Софија Ристић као Ирена Станимировић (сезоне 5−6)
- Алиса Левић као Стела Дедијер (главни: сезоне 5–6; епизодни: сезоне 3–4)
- Александра Манасијевић као Таша (сезоне 5−6)
- Марко Илкић као Коста Бошњак (сезона 6)
- Теодора Јовановић као Милена Писаров (сезона 6)
- Алекса Раичевић као Борис Димитријевић (сезона 6)
- Ненад Јездић као Гвозден Бошњак (сезоне 6−7)
- Мики Крстовић као Томислав Хорват (сезона 6)
- Уна Козић као Миа Хорват (сезоне 6−7)
- Ервин Хаџимуртезић као Ненад Сељановић (сезоне 6−7)
- Владимир Нићифоровић као Лепомир (сезона 6)
- Иван Заблаћански као Влада Колут (сезона 6)
- Сара Павловић као Тара (сезона 6)
- Александар Лазић као Слађан Мрвица (сезона 7)
- Ивона Кустудић као Лаура Ђорђевић (сезона 7)
- Биљана Николић као Лепосава Пјановић (главни: сезона 7; епизодни: сезона 8)
- Лазар Максић као Паоло (сезона 7)
- Сања Поповић као Милена Буразер (главни: сезона 7; епизодни: сезона 8)
- Наташа Станишић као Љубинка Пјановић (сезона 7)
- Љубомир Булајић као др Павле Вучковић (сезона 8)

### Епизодне
| Глумац                 | Улога                             | Сезона |
| ---------------------- | --------------------------------- | ------ |
| Александар Дунић       | власник телевизије                | 1−4    |
| Елизабета Ђоревска     | др Злата Накић                    | 1      |
| Јелица Ковачевић       | Вишњина докторка                  | 1      |
| Бранка Шелић           | Лидија Гарашевић                  | 1      |
| Јасмина Аврамовић      | Ленка Берберовић                  | 1      |
| Раде Маричић           | Бошко Каначки                     | 1, 8   |
| Милица Буразер         | млада Ада Каначки                 | 1, 8   |
| Теодора Ристовски      | млада Лидија                      | 1      |
| Ана Михајловски        | Ана Марија Кременовић Гвозденовић | 1      |
| Миодраг Ракочевић      | нотар Божидар Палигорић           | 1      |
| Маја Колунџија Зорое   | др Александра Миленивић           | 1      |
| Маја Колунџија Зорое   | Мирјана Хорват                    | 6-7    |
| Лако Николић           | др Панић                          | 1      |
| Даница Тодоровић       | др Милеуснић                      | 1-4    |
| Ненад Ћирић            | амбасадор                         | 1      |
| Млађан Црквењаш        | инспектор                         | 1      |
| Ђорђе Бубања           | конобар у бизнис клубу            | 1-2    |
| Јаков Јевтовић         | затвореник                        | 1      |
| Жарко Јокановић        | матичар                           | 2      |
| Маја Столић            | докторка                          | 2      |
| Милан Тошић            | члан комисије                     | 2      |
| Мина Ненадовић         | Сабрина                           | 2      |
| Илија Станковић        | Алекса Каначки „Акица”            | 2      |
| Стефан Станчић         | Алекса Каначки „Акица”            | 3−8    |
| Богдан Ристовски       | Лука Ожеговић „Луле”              | 2      |
| Лазар Гавриловић       | Лука Ожеговић „Луле”              | 3−     |
| Љубомир Николић        | Мајстор Бода                      | 3      |
| Јасминка Хоџић         | Гаврилка Писаров „Баба Гаја”      | 3-4    |
| Спасоје Ж. Миловановић | Камени                            | 3-4    |
| Зинаида Дедакин        | Грозда Грабеж „Џи-Џи”             | 4      |
| Александра Николић     | Драгиња                           | 4      |
| Миљана Кравић          | др Петровић                       | 4      |
| Бане Јевтић            | Кобаја                            | 4      |
| Никола Драгашевић      | млади глумац                      | 4      |
| Невена Радуловић       | медицинска сестра                 | 4-5    |
| Младен Миљковић        | адвокат                           | 5      |
| Воја Брајовић          | Виктор Брунер                     | 5      |
| Јована Јеловац Цавнић  | адвокатица Душанка Вулић          | 5-6    |
| Григорије Јакишић      | Леон Тошић                        | 5-6    |
| Милица Јанковић        | Ненси                             | 5      |
| Драгана Јовановић      | Стана Станимировић                | 5      |
| Светозар Бабић         | Млади доктор                      | 5      |
| Љубомир Бандовић       | Ранко Тошић „Црни”                | 5      |
| Борко Сарић            | др Раденко Беслић                 | 5      |
| Лепомир Ивковић        | Тајо                              | 6      |
| Владан Гајовић         | Петар                             | 6      |
| Владимир Чакан         | доктор Влада                      | 6-     |
| Цезар Гарсија          | латиноамерички конобар            | 6      |
| Желимир Здравковић     | Радуле                            | 7      |
| Биљана Јоцић Савић     | Мелани(ја)                        | 7      |
| Кораима Торес          | она лично                         | 8      |
| Милан Калинић          | директор телевизије               | 8      |
| Стефан Младеновић      | преводилац                        | 8      |
| Дуња Антић             | млада Панчета                     | 8      |
| Новак Пулетић          | Горан, Панчетин дечко из младости | 8      |
| Стефан Коматина        | Марко Вучковић                    | 8      |
| Каја Банићевић         | млада Биљана Вучковић             | 8      |
| Петар Зекавица         | Аљоша                             | 8      |
| Полина Григорова       | Катја                             | 8      |
| Дин Батоз              | Инспектор                         |        |

## Епизоде
| Сезона | Сезона | Епизоде | Епизоде | Оригинално емитовање | Оригинално емитовање |
| Сезона | Сезона | Епизоде | Епизоде | Премијера            | Финале               |
| ------ | ------ | ------- | ------- | -------------------- | -------------------- |
|        | 1.     | 311     | 311     | 20. јануар 2020.     | 25. јун 2021.        |
|        | 2.     | 110     | 110     | 6. септембар 2021.   | 3. фебруар 2022.     |
|        | 3.     | 106     | 106     | 4. фебруар 2022.     | 1. јул 2022.         |
|        | 4.     | 70      | 70      | 12. септембар 2022.  | 20. новембар 2022.   |
|        | 5.     | 198     | 198     | 15. децембар 2022.   | 2. јул 2023.         |
|        | 6.     | 286     | 286     | 28. август 2023.     | 9. јун 2024.         |
|        | ЛИ     | 111     | 111     | 10. јун 2024.        | 29. септембар 2024.  |
|        | ТП     | 158     | 158     | 30. септембар 2024.  | 7. март 2025.        |
|        | ЉИК    | 150+    | 150+    | 8. март 2025.        | 2025                 |

## Контроверзе
Крајем августа 2023, након премијере шесте сезоне серије, глумац Аммар Мешић, који је тумачио лик Страхиње, објавио је да неће бити део наредних епизода. Иако је продукција тврдила да је то била искључиво одлука сценариста, због увођења нових ликова и прича, у медијима су се појавили наводи да је Мешић добио отказ јер је у мају 2023. подржао протесте против власти и критиковао председника Александра Вучића у отвореном писму. Мешића су подржали Сергеј Трифуновић и Сека Алексић. Свега неколико дана након Мешићевог отказа, Оља Левић, која је у серији тумачила Милу, објавила је да је напустила серију, а према изворима портала Nova.rs, сама је дала отказ након што је сазнала да јој продукција спрема отказ јер је такође подржала протесте. У медијима су се појавили наводи да је у мају 2023. продуцент серије Никола Буровац захтевао од глумаца да не иду, не подржавају и не објављују фотографије са протеста.
Крајем јануара 2025, Стеван Пиале, који је тумачио лик Луке, саопштио је да је добио отказ због промене тока радње серије. У медијима су се појавиле спекулације да је Пиале добио отказ због подршке протестима против корупције, а исто је тврдио и Аммар Мешић. Истог дана, и Тијана Упчева, која је тумачила Зврк, саопштила је да је добила отказ из истих разлога. Драгана Мићаловић, која је тумачила Уну и Милан Босиљчић, који је тумачио Маринка, такође су напустили серију. Почетком фебруара, Матеа Милосављевић, која је тумачила Софију, такође је саопштила да је добила отказ због промене радње серије. Сви, сем Упчеве, били су чланови глумачке поставе од самог почетка серије. У мају исте године, Пиале је у интервјуу за Nova.rs потврдио да је отпуштен због подршке протестима, као и да је претходно упозораван од стране продукције да их не подржава јавно.